# Вудфорд (округ, Іллінойс)
Шаблон:StateAbbr_ 40°47′ пн. ш. 89°13′ зх. д. / 40.79° пн. ш. 89.21° зх. д.
Округ  Вудфорд (англ. Woodford County) — округ (графство) у штаті  Іллінойс, США. Ідентифікатор округу 17203.

## Історія
Округ Вудфорд сформований в 1841 році з округа Тазуелл.

## Демографія
За даними перепису 
2000 року 
загальне населення округу становило 35469 осіб, зокрема міського населення було 14487, а сільського — 20982.
Серед мешканців округу чоловіків було 17326, а жінок — 18143. В окрузі було 12797 домогосподарств, 9807 родин, які мешкали в 13487 будинках.
Середній розмір родини становив 3,12.
Віковий розподіл населення поданий у таблиці:
| Стать    | До 15 років | 15-21 | 22-29 | 30-39 | 40-49 | 50-65 | 65-85 | Понад 85 |
| -------- | ----------- | ----- | ----- | ----- | ----- | ----- | ----- | -------- |
| Чоловіки | 3974        | 1886  | 1408  | 2299  | 2824  | 2844  | 1837  | 254      |
| Жінки    | 3814        | 1826  | 1338  | 2388  | 2932  | 2694  | 2505  | 646      |

## Суміжні округи
- Маршалл — північ
- Ла-Салл — північний схід
- Лівінґстон — схід
- Маклейн — південний схід
- Тазвелл — південний захід
- Піорія — захід

## Виноски
1. ↑  US Decennial Census. US Census Bureau. Архів оригіналу за 4 квітня 2018. Процитовано 9 липня 2014.
2. ↑  Historical Census Browser. University of Virginia Library. Архів оригіналу за 11 серпня 2012. Процитовано 9 липня 2014.
3. ↑  Population of Counties by Decennial Census: 1900 to 1990. US Census Bureau. Архів оригіналу за 24 квітня 2014. Процитовано 9 липня 2014.
4. ↑  Census 2000 PHC-T-4. Ranking Tables for Counties: 1990 and 2000 (PDF). US Census Bureau. Архів оригіналу (PDF) за 18 грудня 2014. Процитовано 9 липня 2014.
5. ↑  State & County QuickFacts. US Census Bureau. Архів оригіналу за 22 липня 2011. Процитовано 9 липня 2014.(англ.) Наведено за англійською вікіпедією.
6. ↑  American FactFinder. Бюро перепису населення США. Архів оригіналу за 26 лютого 2012. Процитовано 31 січня 2008.

| США | Це незавершена стаття з географії США. Ви можете допомогти проєкту, виправивши або дописавши її. |